# Ein Mädchen namens Willow (Film)
Ein Mädchen namens Willow ist ein deutsch-österreichischer Spielfilm aus dem Jahr 2025 von Regisseur Mike Marzuk mit Ava Petsch in der Titelrolle. Das Drehbuch von Gesa Scheibner basiert auf der Kinderbuchreihe von Sabine Bohlmann.

## Handlung
Das Mädchen Willow hat von ihrer Großtante Alwina einen magischen Wald, ein kleines Häuschen sowie die Fähigkeit zu hexen geerbt. Im Häuschen trifft sie auf Hexenmeister Grimmoor, der sie damit beauftragt, drei weitere Mädchen zu finden, die ebenfalls magische Fähigkeiten haben, zusammen sollen sie die Elemente Feuer, Wasser, Luft und Erde beherrschen. Nachdem die beiden Geiers den Wald abholzen und ein Einkaufszentrum dorthin bauen wollen, sollen die vier Mädchen mit den magischen Fähigkeiten den Wald retten.

## Produktion und Hintergrund
Die Dreharbeiten fanden  vom 18. Juni bis zum 12. August 2024 in Bayern und Österreich statt. Produziert wurde der Film von der Münchner SamFilm, Constantin Film und der Wiener Alias Film, als Produzenten fungierten Ewa Karlström, Andreas Ulmke-Smeaton und Bernd Schiller. Unterstützt wurde der Film vom Österreichischen Filminstitut, vom FilmFernsehFonds Bayern, der Filmförderungsanstalt und dem Deutschen Filmförderfonds.
Die Kamera führte Matthias Pötsch, die Musik schrieb Fabian Römer, das Casting verantworteten Stefany Pohlmann und Gwendolin Clayton. Den Ton gestaltete Axel Traun, das Kostümbild Monika Buttinger, das Szenenbild Bertram Reiter und die Maske Danijela Brdar. Die Autorin Sabine Bohlmann, auf deren Kinderbuchreihe der Film beruht, hatte eine Gastrolle.

## Veröffentlichung
Premiere war am 23. Februar 2025 im Mathäser Filmpalast in München.
In Österreich, Deutschland und der Schweiz kam der Film am 27. Februar 2025 in die Kinos.
Auf DVD erschien der Film am 17. Juli 2025.

## Rezeption
Peter Wohlleben sagt in der BILD: „Für mich als Förster ist es immer wieder spannend zu sehen, wie Waldthemen in Spielfilme umgesetzt werden. Um es gleich zu sagen: Das ist hier hervorragend gelungen! „Ein Mädchen namens Willow“ ist ein klassischer All-Ager, eignet sich also für die gesamte Familie – und damit auch für mich.“
Thomas Schultze lobt in SPOT media „einfühlsames Family Entertainment, das seine Zielgruppe ernst nimmt und ihr einen magischen Kinobesuch beschert“.
Yannick Vollweiler vergab auf film-rezensionen.de sechs von zehn Punkten. Das Drehbuch des typischen Coming-of-Age-Familienfilms mit Hexen und Magie weise einige Schwächen auf. Dennoch vermittele der Film seine Botschaften über Freundschaft, Zusammenhalt und die Verbundenheit zur Natur auf eine magische und sehr herzliche Weise.
Christoph Petersen bewertete die Produktion auf filmstarts.de mit 3,5 von 5 Sternen. Young-Adult-Geschichten mit magischen Fantasy-Elementen gebe es inzwischen wie Sand am Meer. So liebevolle Verfilmungen wie diese seien da schon sehr viel seltener.
Chris Schinke bezeichnete den Film auf blickpunktfilm.de als gleichermaßen vergnügliches wie besinnliches Family-Entertainment mit den richtigen Zutaten. Dieser punkte durch starke Performances der jungen Darstellerinnen und durch ein fantasievolles wie visuell anspruchsvolles Produktionsdesign, bereichert durch dezente Spezialeffekte.
mucke-und-mehr.de (sechs von zehn Punkte) urteilte: „nett gemachter, aber wenig innovativer Kinderfilm“. Die Jungschauspielerinnen agierten gut und die Handlung biete für diese Zielgruppe Spannung, Spaß und fantasievolle Hexenmomente, Überraschungen gebe es aber kaum.

## Publikationen
- Sabine Bohlmann: Ein Mädchen namens Willow: Das Buch zum Film, Planet Girl Verlag, Stuttgart 2025, ISBN 978-3-522-50893-3.
- Sabine Bohlmann: Ein Mädchen namens Willow, Der Hörverlag, München 2025, ISBN 978-3-8445-5319-2.